# Micrasepalum haitiense
Micrasepalum haitiense är en måreväxtart som beskrevs av Ignatz Urban och Erik Leonard Ekman. Micrasepalum haitiense ingår i släktet Micrasepalum och familjen måreväxter.
Artens utbredningsområde är Haiti. Inga underarter finns listade i Catalogue of Life.